# Montreux (Meurthe-et-Moselle)
Montreux é uma comuna francesa na região administrativa de Grande Leste, no departamento de Meurthe-et-Moselle. Estende-se por uma área de 3,69 km². Em 2010 a comuna tinha 60 habitantes (densidade: 16,3 hab./km²).